# Jorge Luis Guerrero Almaguer
Jorge Luis Guerrero Almaguer (Cuba, siglo XX-Cuba, 16 de septiembre de 2024) fue un militar cubano, Jefe de Dirección de Cuadros del Ministerio de las Fuerzas Armadas Revolucionarias de Cuba desde 1999 hasta su muerte.

## Biografía
Durante su juventud realizó acciones de lucha clandestina y al triunfo de la Revolución ingresó a la Asociación de Jóvenes Rebeldes. Posteriormente, se incorporó a las Milicias Nacionales Revolucionarias en 1960. Fue designado 1.er Sustituto de la Secretaría del Ministro de las Fuerzas Armadas Revolucionarias de Cuba. Fue parte del contingente cubano en la Guerra de la frontera de Sudáfrica y la guerra civil de Angola. Así mismo fue diputado de la Asamblea Nacional del Poder Popular en la VII Legislatura.